# Pedro León
Pour les articles homonymes, voir Sánchez et Pedro Sánchez (homonymie).
Pedro Léon Sánchez Gil, plus couramment appelé Pedro Léon, né le 24 novembre 1986 à Mula, Espagne, est un footballeur espagnol il évolue au poste d'ailier droit au Real Murcie.
Il est l'un des frères du coureur cycliste Luis León Sánchez.

## Biographie
Il a pour frère Luis León Sánchez, coureur cycliste qui a entre autres remporté quatre étapes sur le Tour de France, Paris-Nice 2009, les classiques de Saint-Sébastien 2010 et 2012 et quatre championnats d'Espagne du contre-la-montre. Il est également le frère de Antonio Léon Sanchez, joueur de futsal. Ils portent tous les trois comme second prénom Léon en hommage à leur grand-père paternel. Leur frère Léon, qui pratiquait le cyclisme, s'est tué dans un accident de la circulation en quad en 2005.

### En club
Pedro Léon commence sa carrière dans les équipes locales de Muleño et Nueva Vanguardia avant de rejoindre les rangs du Real Murcie au début de l'année 2004 pour finir sa formation. Sa carrière professionnelle débute au cours de la saison 2004-2005 : il fait sa première apparition le 15 janvier 2005 sous les couleurs du Real Murcie (lors d'un match de Segunda División), match que son équipe perd 1-5 face à l'UE Lleida. Il joue six autres matches dans la saison, marquant notamment lors d'une victoire 3-1 de son équipe face aux rivaux de Ciudad de Murcia.
Les deux saisons suivantes, Léon est pleinement intégré à l'équipe A du Real Murcie qui fait son retour en première division après six ans d'absence. Il marque sept buts au cours de la saison 2006-2007 dont plusieurs sur coup franc.
En janvier 2007, des rumeurs le lient déjà à de grands clubs comme le Real Madrid ou Chelsea mais il préfère rejoindre les rangs du modeste club de Levante à l'été 2007 pour un peu plus de 3 millions d'euros après avoir refusé une offre de renouvellement de contrat de la part de son club.
Lors de la saison 2007-2008, Léon ne joue pas à son vrai niveau, ne commençant que 11 de ses 24 matches de la saison comme titulaire. Levante est relégué à la fin de la saison et Léon termine la saison en s'entraînant tout seul à cause de conflits avec certains de ses coéquipiers.
Le 1er septembre 2008, le Real Valladolid achète Léon pour 300 000 € après de rapides négociations. Il devient rapidement un titulaire indiscutable à son poste, offrant sa première passe décisive le 15 novembre pour une victoire 1-0 face au Real Madrid et marquant son premier but la semaine suivante lors d'une victoire 0-3 face à Villarreal.
Après de longues négociations, le joueur participant peu à la pré-saison de Valladolid, Léon s'engage pour Getafe en août 2009 pour un montant d'environ 4 millions d'euros. Durant la saison 2009-2010, Léon inscrit 9 buts en matches officiels et délivre 9 passes décisives contribuant ainsi à la belle saison du club madrilène qui termine sixième du championnat et se qualifie pour la Ligue Europa pour la seconde fois de son histoire.
Le 15 juillet 2010, à la suite de cette belle saison, le Real Madrid confirme le transfert de Léon pour un montant d'environ 10 millions d'euros. Le joueur passe avec succès la visite médicale et est présenté le lendemain. Léon connaît donc son cinquième club en six ans de carrière.
Pour son deuxième match en Ligue des champions, le 3 novembre 2010 à San Siro contre l'AC Milan, il marque son premier but dans cette compétition à la 90+4ème minute, permettant au Real Madrid d'arracher le point du match nul (score final 2-2).Il marque à nouveau contre Levante en Coupe du Roi lors de l'écrasante victoire 8-0 du Real.
Le 31 août 2011, il est prêté à Getafe. En juin 2012, son prêt est reconduit d'une saison.

### En sélection
Léon fait ses débuts pour l'équipe d'Espagne espoirs le 6 février 2007. Au cours de ses 6 sélections pour l'équipe espoirs, il participe notamment à l'Euro espoirs 2009 où l'Espagne est éliminée lors des phases de groupe, étant tombée dans un groupe composé de l'Angleterre, de l'Allemagne et de la Finlande.

## Statistiques détaillées
| Saison                | Club                  | Championnat           | Championnat | Championnat | Coupe(s) nationale(s) | Coupe(s) nationale(s) | Compétition(s) continentale(s) | Compétition(s) continentale(s) | Compétition(s) continentale(s) | Total | Total |
| Saison                | Club                  | Division              | M.          | B.          | M.                    | B.                    | Comp.                          | M.                             | B.                             | M.    | B.    |
| 2004-2005             | Real Murcie           | Segunda División      | 7           | 1           | -                     | -                     | -                              | -                              | -                              | 7     | 1     |
| 2005-2006             | Real Murcie           | Segunda División      | 30          | 2           | 2                     | 0                     | -                              | -                              | -                              | 32    | 2     |
| 2006-2007             | Real Murcie           | Segunda División      | 31          | 7           | 1                     | 0                     | -                              | -                              | -                              | 32    | 7     |
| 2007-2008             | Levante UD            | Liga                  | 24          | 3           | 3                     | 0                     | -                              | -                              | -                              | 27    | 3     |
| 2008-2009             | Real Valladolid       | Liga                  | 33          | 3           | 2                     | 2                     | -                              | -                              | -                              | 35    | 5     |
| 2009-2010             | Getafe CF             | Liga                  | 35          | 8           | 7                     | 1                     | -                              | -                              | -                              | 42    | 9     |
| 2010-2011             | Real Madrid           | Liga                  | 6           | 0           | 4                     | 1                     | C1                             | 4                              | 1                              | 14    | 2     |
| 2011-2012             | Getafe CF (prêt)      | Liga                  | 13          | 1           | -                     | -                     | -                              | -                              | -                              | 13    | 1     |
| 2012-2013             | Getafe CF (prêt)      | Liga                  | 29          | 3           | 1                     | 0                     | -                              | -                              | -                              | 30    | 3     |
| 2013-2014             | Getafe CF             | Liga                  | 37          | 7           | 4                     | 0                     | -                              | -                              | -                              | 41    | 7     |
| 2014-2015             | Getafe CF             | Liga                  | 25          | 2           | 4                     | 0                     | -                              | -                              | -                              | 29    | 2     |
| 2015-2016             | Getafe CF             | Liga                  | 31          | 2           | 2                     | 1                     | -                              | -                              | -                              | 33    | 3     |
| 2016-2017             | SD Eibar              | Liga                  | 37          | 10          | 2                     | 1                     | -                              | -                              | -                              | 39    | 11    |
| 2017-2018             | SD Eibar              | Liga                  | 12          | 0           | -                     | -                     | -                              | -                              | -                              | 12    | 0     |
| 2018-2019             | SD Eibar              | Liga                  | 9           | 1           | -                     | -                     | -                              | -                              | -                              | 9     | 1     |
| Total sur la carrière | Total sur la carrière | Total sur la carrière | 359         | 50          | 32                    | 6                     | -                              | 4                              | 1                              | 395   | 57    |